# Meenoplidae
Meenoplidae (лат.) — семейство равнокрылых насекомых.

## Описание
Небольшие цикадовые с нежными крыльями и покровами. Крылья сложены крышеобразно, короткие. Обитают во влажных условиях на злаках и осоках. Для СССР указывалось 3 рода и 4 вида.

## Классификация
Более 160 видов и 22 родов.

### Список родов
- Afronisia[2]
- Caledonisia
- Fennahsia
- Kermesia
- Meenoplus
- Nisamia
- Robigalia
- Tyweponisia
- Anigrus
- Eponisia
- Glyptodonosia
- Koghisia
- Metanigrus
- Nisia
- Suva
- Anorhinosia
- Eponisiella
- Insulisia
- Kotonisia
- Muirsina
- Phaconeura
- Suvanisia